# Quemadmodum
Die Enzyklika Quemadmodum (lat.: Auf welcher Weise) wurde am 6. Januar 1946 von Papst Pius XII. verfasst. Er schreibt „über die Sorge von den Not leidenden Kindern der Welt“.
Nachdem er, rückblickend auf den schrecklichen Weltkrieg, das große Leid der Menschen beklagte, welches sich über die ganze Welt verbreitet habe, beschreibt er die Bedeutung und die Not der Kinder. Die Kinder, so schreibt er, leiden an Kälte, Hunger und Krankheit und ihnen mangelt es an Essen, Kleider und Schutz. Die derzeitige Hilfe, bezeichnet Pius XII. als unzureichend und mahnt an, alle Anstrengungen zu unternehmen, damit den Kindern geholfen werden könne.
Er ordnete an, dass in jeder Diözese ein bestimmter Tag  zum Gebet für die Not leidenden Kinder angeboten werde und wies darauf hin, dass dieses auch ein Problem der Gesellschaft und besonders der Christen sei, dann ruft er zur Brüderlichkeit auf und zitiert:

„Wahrlich ich sage Euch: Soviel ihr getan habt an einem Geringsten, von diesen meinen Brüdern, habt ihr an mir getan (Mt 25,40 ).“

Abschließend ruft er zur Christenpflicht auf und fordert alle Institutionen, Einrichtungen und Organisationen auf, sich diesem Problem zuzuwenden, dabei nennt er besonders die Menschen, die in Reichtum und Luxus leben würden.